# MG 1100/1300
La MG 1100/1300 è un'autovettura prodotta dalla BMC tra il 1963 ed il 1971 e commercializzata col marchio MG.
La 1100, lanciata nel 1963, altro non era che una versione sportiva della berlina Ado 16, venduta anche coi marchi Austin, Morris , ma anche Riley, Wolseley e Vanden Plas.
Le principali differenze col modello Austin/Morris, il modello di base (oltre che il più venduto), la variante MG presentava alcune varianti estetiche (frontale specifico con mascherina ridisegnata, verniciatura, a richiesta, bicolore del corpo vettura), tecniche (alimentazione a 2 carburatori anziché uno) e d'allestimento (finiture e dotazioni specifiche).
Per il resto il corpo vettura e la raffinata meccanica della Ado 16 non cambiavano. Grazie al carburatore in più, tuttavia, l'A-Series di 1098cm³ guadagnò qualche cv (la potenza passò a 55cv, contro i 48 originari) e le prestazioni migliorarono.
Disponibile sia con carrozzeria a 2 che a 4 porte la MG 1100 rappresentava, nella gerarchia BMC, la variante meno costosa della "linea sportiva" (al top c'era la versione Riley) della Ado 16.
Il complesso progetto Ado 16, infatti, prevedeva una linea "base" (Austin e Morris), una linea "sportiva" (MG e Riley) e una linea di lusso (Wolseley e Vanden Plas, con la seconda al top assoluto della gamma).
In occasione del restyling del 1967, comune a tutta la gamma, la cilindrata dell'A-Series installato sulla MG crebbe a 1275 cm³ e la potenza a 65cv.
A livello estetico cambiarono le pinne posteriori (meno accentuate) e alcuni dettagli degli interni, mentre il nome commerciale divenne MG 1300.
La produzione cessò nel 1971, quando venne introdotta la variante 1300 GT da 71cv, commercializzata con marchio Austin.